# Noémie Lenoir

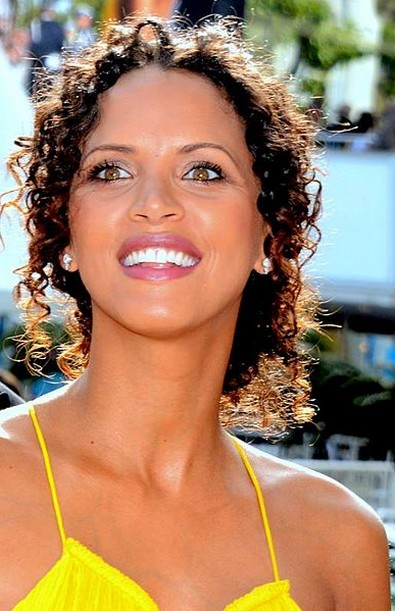
Noémie Lenoir (2015)

Noémie Lenoir (* 19. September 1979 in Les Ulis, Île-de-France) ist ein französisches Model und Schauspielerin afrikanisch-europäischer Abstammung.

## Leben
Mit 16 Jahren wurde Lenoir als Model entdeckt. Sie war neben Laetitia Casta und Andie MacDowell in erfolgreichen Kosmetikkampagnen zu sehen und arbeitete mit Unternehmen wie L’Oréal und Victoria’s Secret zusammen. Als Schauspielerin stand sie unter anderem gemeinsam mit Pierce Brosnan und Salma Hayek für Kinoproduktionen vor der Kamera.
Lenoir war mehrere Jahre mit dem Fußballer Claude Makélélé liiert, mit dem sie einen gemeinsamen Sohn hat. Das Paar trennte sich Anfang 2009.
Am 9. Mai 2010 beging Lenoir einen Suizidversuch.
2013 nahm sie an der vierten Staffel der französischen Tanzshow Danse avec les stars teil.

## Filmografie (Auswahl)
- 2002: Asterix & Obelix: Mission Kleopatra (Astérix & Obélix: Mission Cléopâtre)
- 2003: Gomez & Tavarès
- 2004: After the Sunset
- 2004: Jeff et Léo, flics et jumeaux (Fernsehserie, Episodenrolle)
- 2006: In flagranti – Wohin mit der Geliebten? (La Doublure)
- 2007: Gomez VS Tavarès
- 2007: Rush Hour 3
- 2015: The Transporter Refueled
- 2018: Aladin – Wunderlampe vs. Armleuchter (Alad'2)